# 口髭

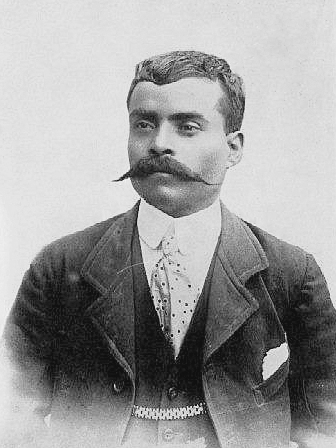
「ハンガリアン」の口髭を立てたエミリアーノ・サパタ

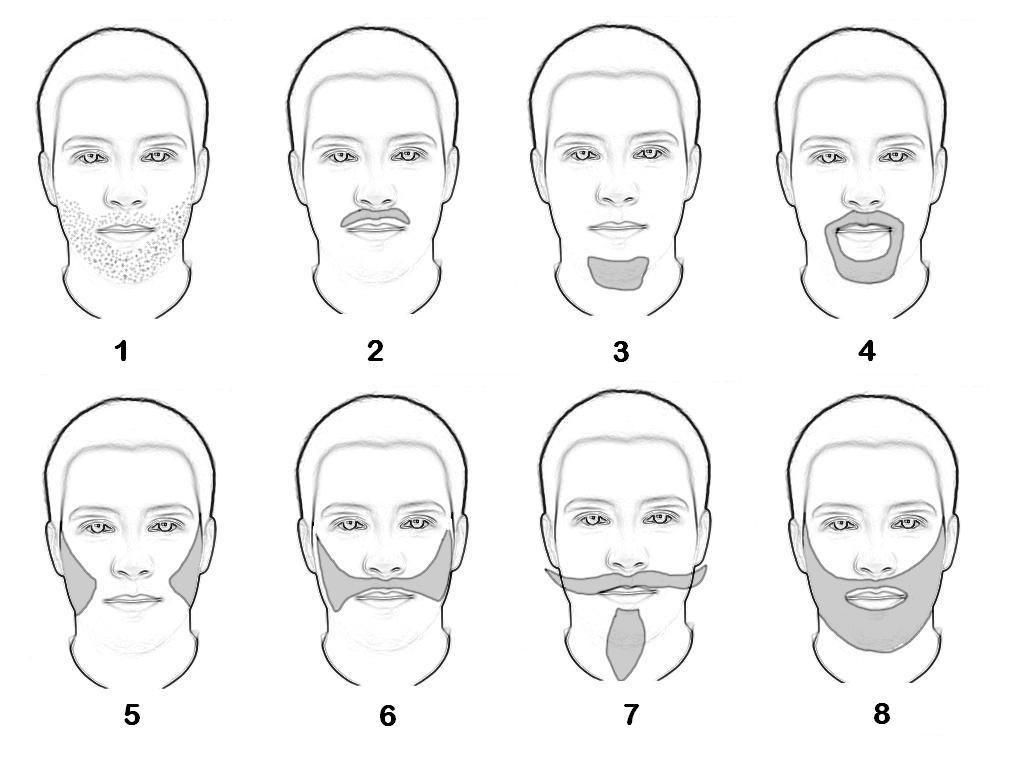
髭のパターン：2 が典型的な口髭

口髭（くちひげ、英語: moustache）は、ひげ（人間の顔に生える毛）のうち、上唇の直上に生えるものを指し、「ひげ」と訓読する漢字を使い分ける場合には「髭」をあてる。特に、この部分のひげだけを伸ばし、顎や頬などのひげを剃っている場合（「髭のパターン」の2）に、このように呼ばれることが多い。たとえば顔面の髭をすべて伸ばした、いわゆる「フル・ビアード(full beard)」の人物（「髭のパターン」の8）などは、口髭の人物とはしないのが普通である。

## 英語「moustache」について
英語では口髭のことを「ムスタッシュ (moustache)」と言う。ただし、アメリカ英語では「mustache」という綴りが優勢であり、母音の発音やアクセントもイギリス英語とは少し異なる。
英語の moustache は、16世紀のフランス語の moustache、さらには14世紀のイタリア語の mostaccio、あるいは16世紀のイタリア語方言に見られた mustaccioに由来するが、さらに遡れば、8世紀の中世ラテン語のmustacium、9世紀の中世ギリシア語の moustakion、そしてコイネー(ヘレニズム時代の共通ギリシア語)の mustax に至る。この mustax は、おそらくヘレニズム時代のギリシア語で「唇」を意味する mullon に由来する語であろう。

## 歴史

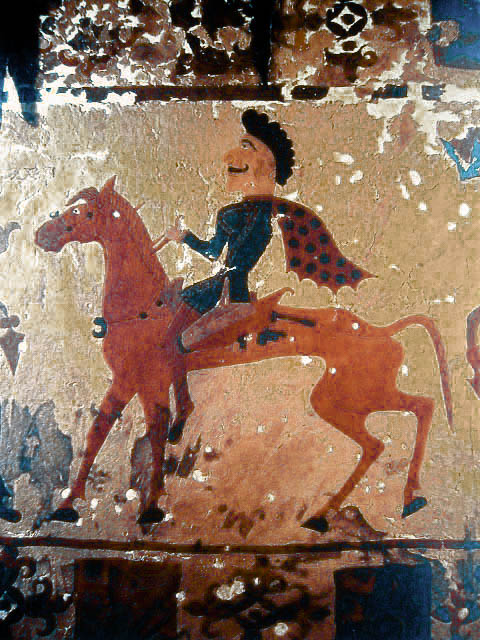
スキタイ騎馬像・紀元前300年頃・パジリク古墳より

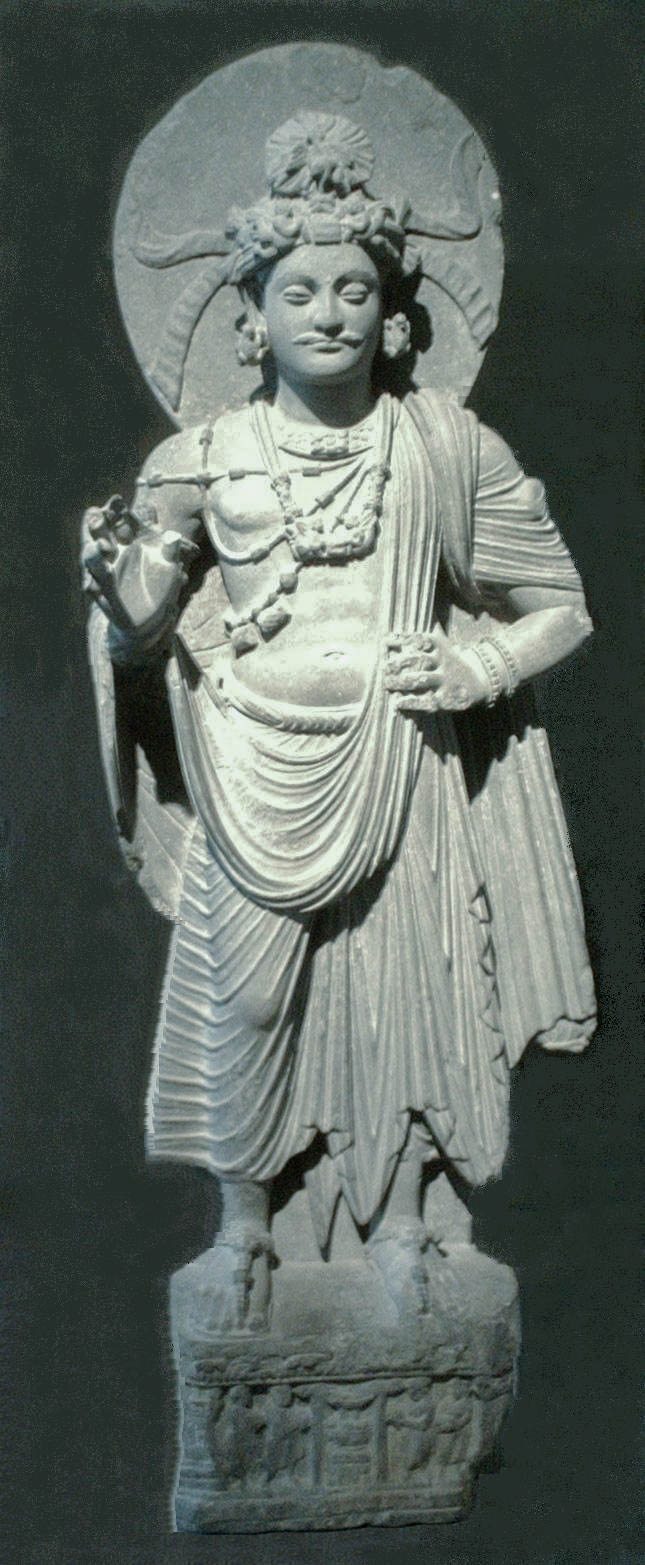
ガンダーラから出土した、口髭のある釈迦立像、1〜3世紀頃(ギメ東洋美術館・蔵)

新石器時代には、剃刀のような石器があったが、これでひげを剃ることは技術的に不可能であった。ひげを含め、体毛を剃ることは、金属器(銅器)の使用が始って以降に広まった習慣と考えられているが、それ以前にも貝殻などを使って剃毛することは行われており、意図的に一部のひげを残して他の部分のひげを剃ることも行われていた可能性はある。
口髭を蓄え、他のひげを剃った人物の姿を捉えた最も古い造形は、ウラル山脈に連なるウコク高原のパジリク古墳から出土した、紀元前300年頃のスキタイ人の騎馬像である。
初期の仏教は、釈迦を人の姿で表現するのを避けていたが、1世紀頃から仏像が作られるようになり、現在のパキスタンにあるガンダーラでは、ギリシア彫刻の影響も受けた、いわゆるガンダーラ仏が作られるようになった。ガンダーラ仏では、頭髪を束ね、口髭を立てた姿が表現されているものがよくある。ギメ東洋美術館が所蔵している、ガンダーラから出土した、1〜3世紀ころの釈迦立像にも、口髭が表現されている。仏像では、このように口髭だけを表現し、他のひげは表現しない例が多い。
近代では、口髭は軍人に好まれた。多くの国々において、部隊や階級ごとに様々なスタイルやバリエーションが見られた。一般的に、若い下級の兵士は、比較的小さな、あまり手の込んでいない口髭を立てる。やがて昇進していくと、口髭はより分厚くなり、さらには全てのひげを伸ばすことが許されるようになる。
一般的に、西洋文化においては、女性はひげを伸ばさない。伸ばそうと思えば可能な女性は多いが、そうした女性のほとんどは、ひげを取り除くために何らかの処置を行っている。しかし、中には、ひげが、しばしば薄い口髭のような形で伸びることを、肯定的に捉える女性もいる。メキシコの画家フリーダ・カーロが、口髭と、左右がつながった眉を、作品中の彼女自身の肖像に書き込んでいたことはよく知られている。この伝統は、その後も一部の女性アーティストたちによって継承されている。

## 思春期男性と髭
思春期の男性に、通常は決まった順番で徐々にひげが生えてくるが、その過程において、口髭は一つの段階となっている。
- 最初のひげは、上唇の両端から生え始める傾向がある。
- このひげは徐々に上唇全体に広がり、口髭を形成する。
- 次いで、頬の上部にひげが生じ、下唇の下にもひげが現われる。
- 最後に、頬の前面と顎の下にもひげが広がり、顔の下半分をひげが覆って、フル・ビアードになる。

人間の生物学的プロセスの多くがそうであるように、この特定の順序にも、遺伝や環境などの要因によって、個人差が見られることがある。

## 手入れ
口髭を立てている男性は、ほとんどの場合、顔面の全てのひげを伸ばした、いわゆるフル・ビアードにならないよう、顎や頬のひげを毎日剃っている。口髭の手入れのためには、様々な道具が開発されており、髭の形を固める口髭蜜蝋(moustache wax)、就寝時などに髭の形を整えて崩れないようにするムスタッシュ・ネット(snood ともいう)、口髭用のブラシ、口髭用の櫛、口髭用の鋏などがある。また電動バリカンに似たひげトリマーと呼ばれる美容家電も各社から販売されている。

## 様々なスタイル

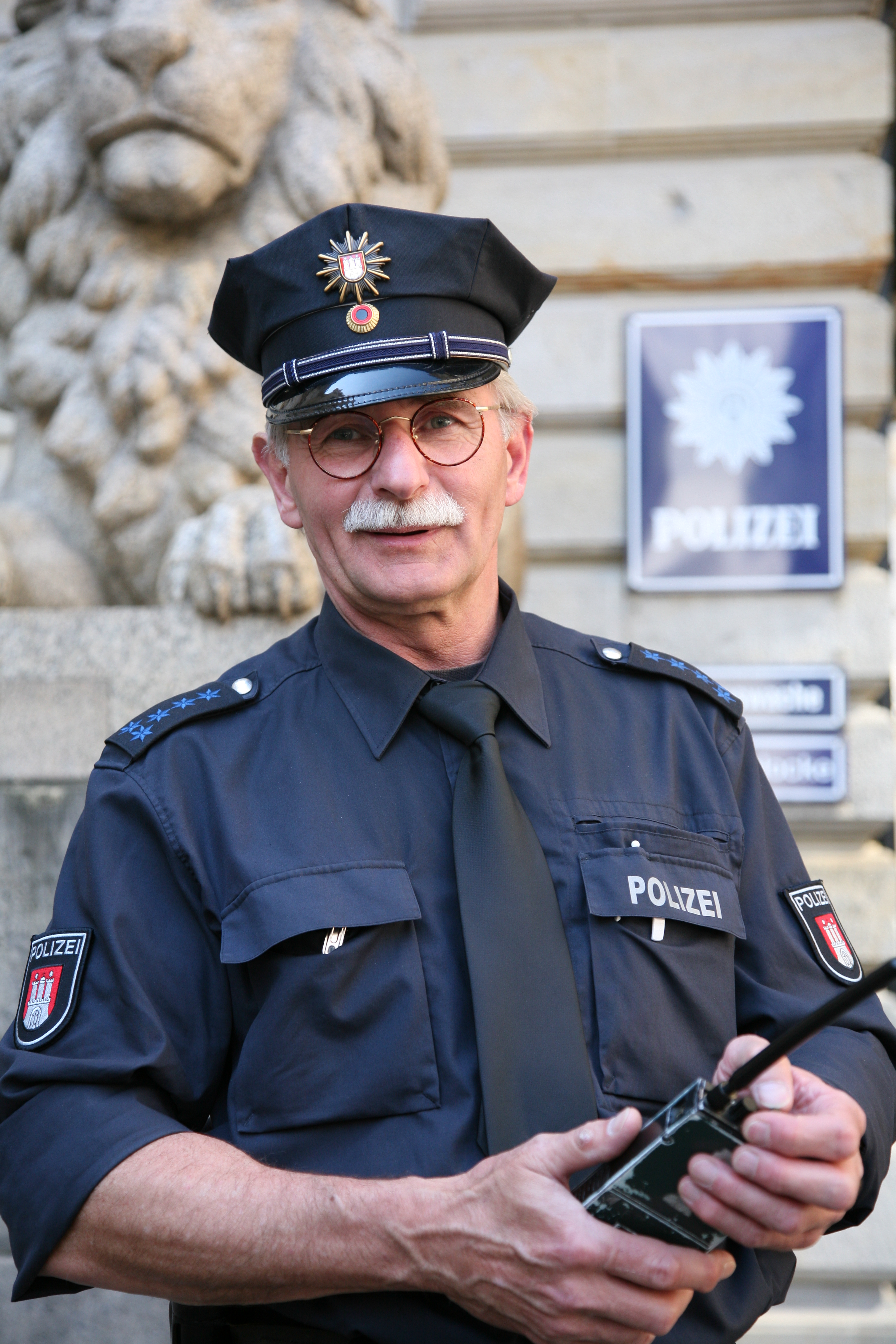
口髭を立てたドイツの警察官

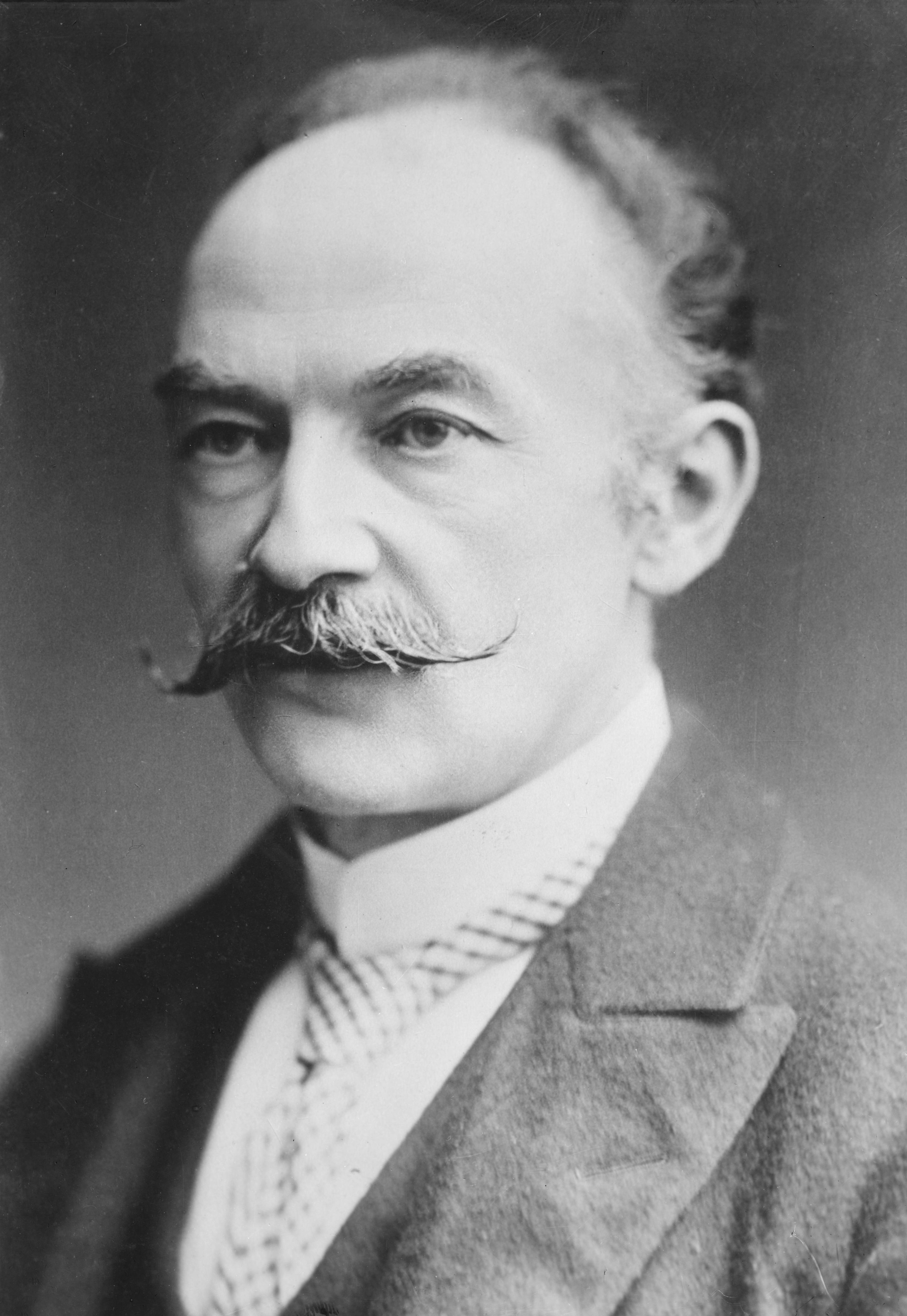
トマス・ハーディーのイングリッシュ・マスタッシュ

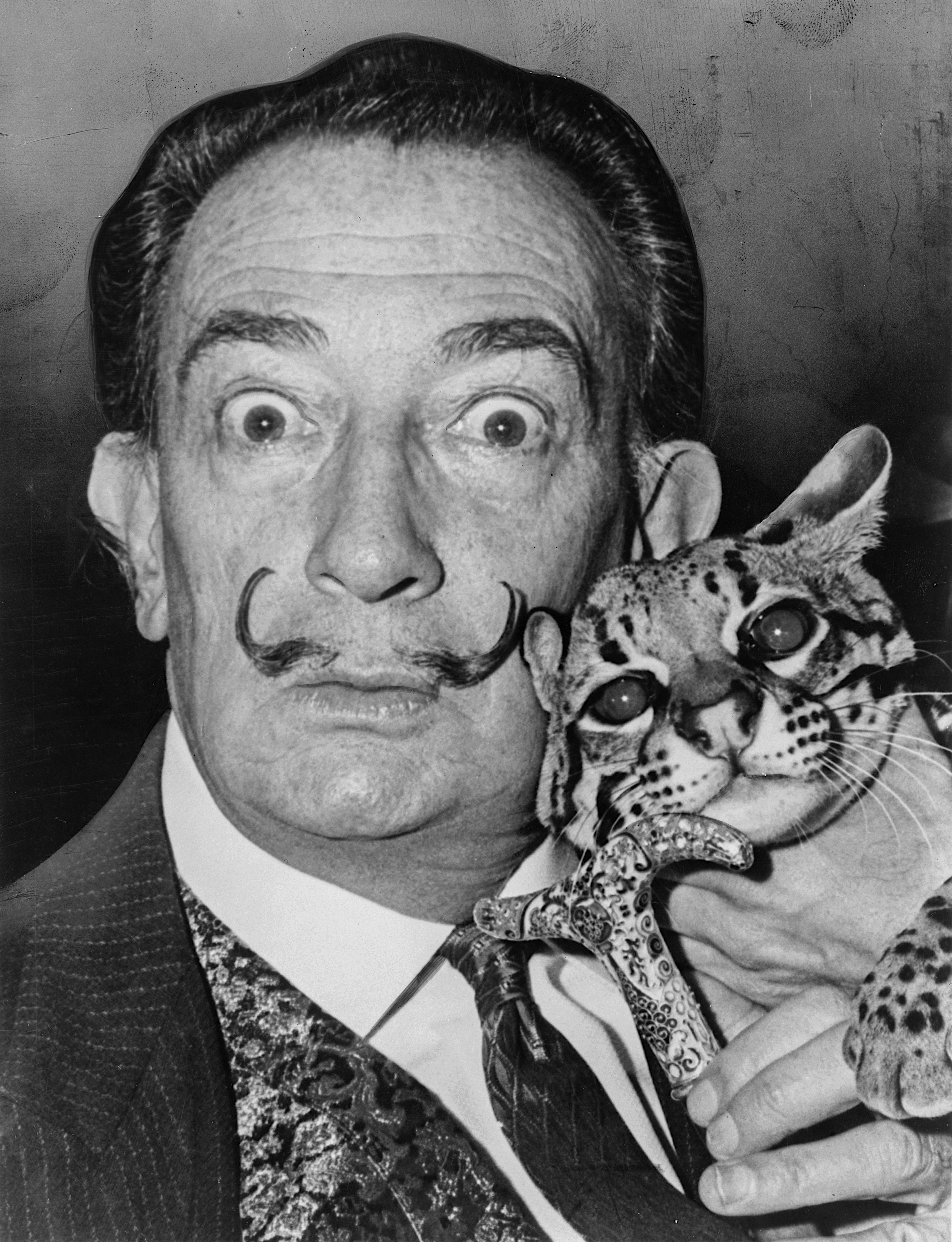
サルバドール・ダリ(1965年)

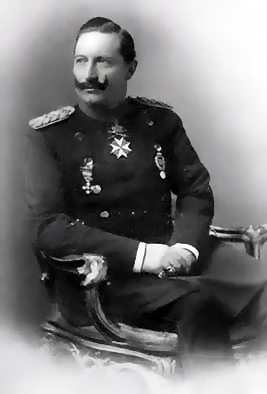
ヴィルヘルム2世のインペリアル・ムスタッシュ(カイゼル髭)

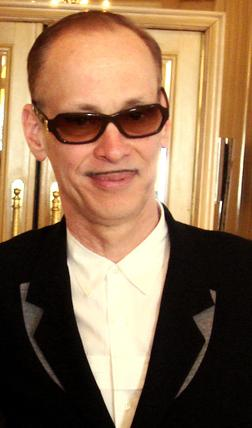
ジョン・ウォーターズのペンシル・ムスタッシュ

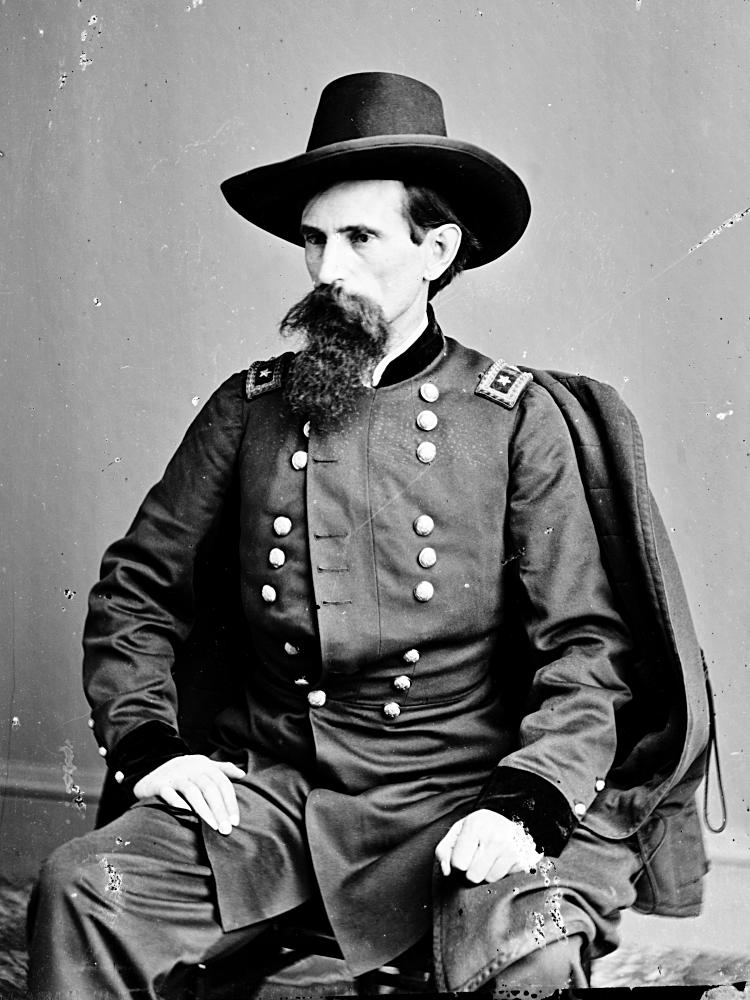
ルー・ウォーレス将軍。ウォーラス(セイウチ)形の口髭とやぎ髭を蓄えた南北戦争当時のスタイル。

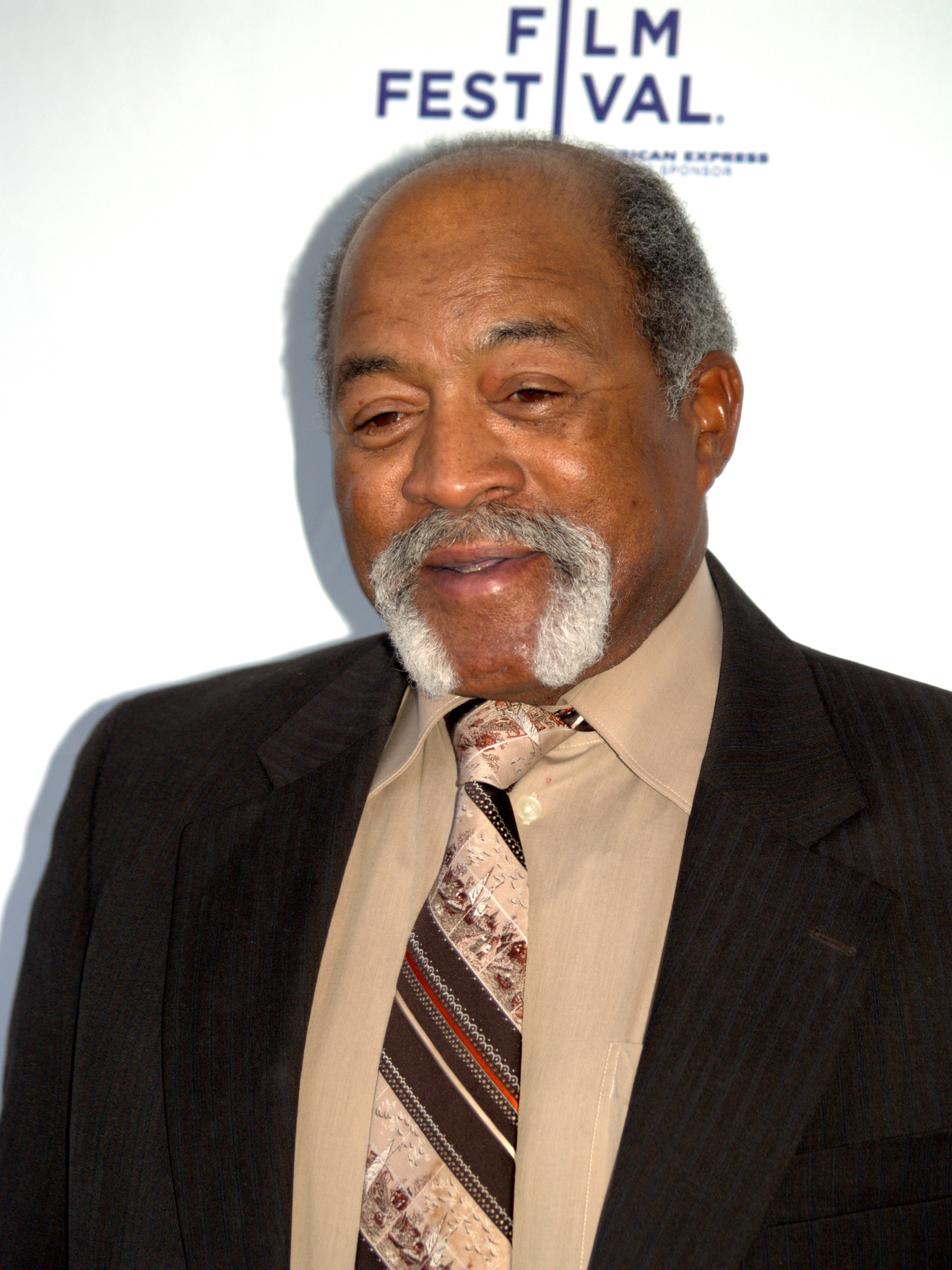
ルイス・ティアントのホースシュー・ムスタッシュ

### コンテストにおける分類
隔年で開催されている世界的なひげのコンテスト World Beard and Moustache Championships の近年の大会では、口髭の部門に6種類のサブカテゴリーが設けられている。
- ナチュラル (Natural) – (ワックスなど) 補助的な手段を用いないで形を整えているもの
- ハンガリアン (Hungarian) – 大きく密生した髭で、上唇の中央から左右に伸ばしたもの。上唇の両端から1.5 cm以上離れたところから先はどう伸ばしてもよい。
- ダリ (Dalí) – 長くて幅の狭い、上に向かって屈曲か湾曲した尖端をもつ髭で、口の端から先のひげは剃り上げていなければならない。人為的な細工が必要になる。名称は画家サルバドール・ダリにちなむもの。
- イングリッシュ (English) – 幅の狭い髭で、上唇の中央から左右に長く伸ばしたもので、やや湾曲し、尖端はやや上向きになる。口の端から先のひげは通常は剃ってある。人為的な細工が必要となることもある。
- インペリアル (Imperial) – 横に伸びるひげが、上唇からの口髭だけでなく、ほおひげ(髯)も合わさって、尖端が上向きに湾曲したもの。ドイツ皇帝ヴィルヘルム2世の口髭から、日本では「カイゼル髭」と呼ばれる (なお、フランス語の場合「Impériale」とは、上掲「髭のパターン」の7のようなものを指し、インペリアル、カイゼルとは別物である) 。
- フリースタイル (Freestyle) – 上記のいずれにも当てはまらない口髭。上唇の両端から1.5 cm以上離れたところから先はどう伸ばしてもよい。また、補助的な手段を用いてよい。

### その他の特徴的な口髭
この他にも特徴的な口髭として次のようなものが挙げられる。
- フー・マンチュー (Fu Manchu) – 長く、下向きに垂れた、通常は顎よりも下まで伸ばされた口髭。名は、イギリスの作家サックス・ローマーが創造した架空の悪の怪人フー・マンチューにちなむ。
- パンチョ・ビリャ ('Pancho Villa' moustache) – フー・マンチューと似ているが、もっと厚みがあり、垂れ下がった口髭(droopy moustache)とも表現される。歴史上の人物としてのパンチョ・ビリャの実際の口髭よりも、垂れ下がったものを指している。
- ハンドルバー (Handlebar) – 上記のイングリッシュ・マスタッシュの中で、密生した髭が両端で小さく跳ね上がり、自転車のハンドルに形状が似たものをこう呼ぶ。野球投手のローリー・フィンガーズのような髭である。このような髭は、「スパゲティ・ムスタッシュ (spaghetti moustache)」と呼ばれることもあるが、これは、イタリアの男性がこのような髭とステレオタイプで結びつけられているためである。
- ホースシュー(馬蹄形) (Horseshoe) – フー・マンチューと混同されることが多いが、(口髭を伸ばして垂らすフー・マンチューとは異なり)ホースシューは口髭と、それに連続した口の両端から垂直に下へ顎の線までの範囲のひげを伸ばすもので、髭の形状が馬蹄に似たものになる。ホースシューは現代のカウボーイが流行させたものと思われている。「バイカー・ムスタッシュ (biker moustache)」ということもある。
- ペンシル(鉛筆形) (Pencil moustache) – 細く、直線的で、短く刈られた髭で、鉛筆で線を書いたよう上唇に沿って髭を残し、鼻と髭の間に広めの空間ができるように残りの髭を剃ったもの。広く知られている例としては、『アダムズ・ファミリー』の登場人物ゴメス・アダムス(Gomez Addams)がある。「マウスブロー (Mouthbrow)」ともいい、代表的な例としてJohn WatersやChris Cornellが挙げられる。
- シェヴロン (Chevron) – 分厚く、広く、上唇の上部を覆う髭。コメディアンのJeff Foxworthyや、NASCARのドライバーRichard Pettyがシェヴロンの例である。
- トゥースブラッシュ(歯ブラシ形) (Toothbrush) – 鼻の下の1インチ(2.5 cm)ほどの狭い幅の部分に濃い髭を残し、残りを剃ったもの。アドルフ・ヒトラー、チャーリー・チャップリン、オリヴァー・ハーディ、ロバート・ムガベなどが例である。「スタッシュ (stash)」という単語を用いて「ソロ・スタッシュ (sole stash)」ともいい、「ヒトラー(チャップリン)・スタッシュ」などともいう。また「スコッチ」(Scotch moustache)という言い方もある。
- ウォーラス(セイウチ形) (Walrus) – 密生した髭が伸びて、上下の唇を覆うようになり、しばしば口全体を覆ってしまう状態になったもの。ジョン・ボルトン、Dick Strawbridge、ウィルフォード・ブリムリー、Jamie Hynemanなどが例である。
- GG (The GG) – 口髭の中央を剃り、両端だけ濃い髭を伸ばすもの。この名はアメリカ合衆国のパンク・ロック・シンガーGGアリンに由来する。チンギス・カンの髭を短くしたものと説明されることもあるが、歴史上の人物としてのチンギス・カンはそのような髭の姿で描かれていない。

なお、似た形の口髭でも、上唇中央の鼻溝(人中)を剃るか否かで異なる名称となることも多い。

## ひげ伸ばし競争
北米やイギリスでは、職場の同僚や友人、学生たちなど、男性のグループが、口髭を伸ばす競争をすることがある。これは、誰が一番早く、あるいは一定の期間内で最も立派な、手入れされた口髭を伸ばせるかを競うものである。
こうした競争は、チャリティ資金集めのために行われることもあり、参加者はそれぞれのスポンサーから提供された募金を寄付する。ルールは様々であるが、競争の決着がつく前に口髭を剃ってしまうと供託金が没収される(寄付される)ようになっていることが多い。
- "Movember" は、毎年11月に開催されるチャリティ・イベントで、男性の健康問題、特に前立腺癌について、意識を高めることを目的としている[12]。

1970年代初めまで、MLBの野球選手はめったにひげを伸ばすことはなかった。ひげを伸ばさない習慣は19世紀から広まったものであったが、20世紀初めには口髭や他のひげを蓄える選手は極めて稀になっていた。ロン・バーグマン(Ron Bergman)著『Mustache Gang』に詳細が記されているところによると、オークランド・アスレチックスのオーナーだったチャーリー・フィンリーは、チーム内でひげ伸ばし競争を行った。その結果、1972年のワールドシリーズでアスレチックスが、当時ひげを禁じていたシンシナチ・レッズと対戦したときには、前代未聞の「ひげ面 対 堅物 (the hairs vs. the squares)」の対戦であると報じられた。1970年代前半のアスレチックスの活躍も一助となったのか、世間のファッションが変化したのを受けて、その後は野球選手の間にも、ひげを伸ばすことが一般的になっていった。

## 特徴的な口髭の持ち主

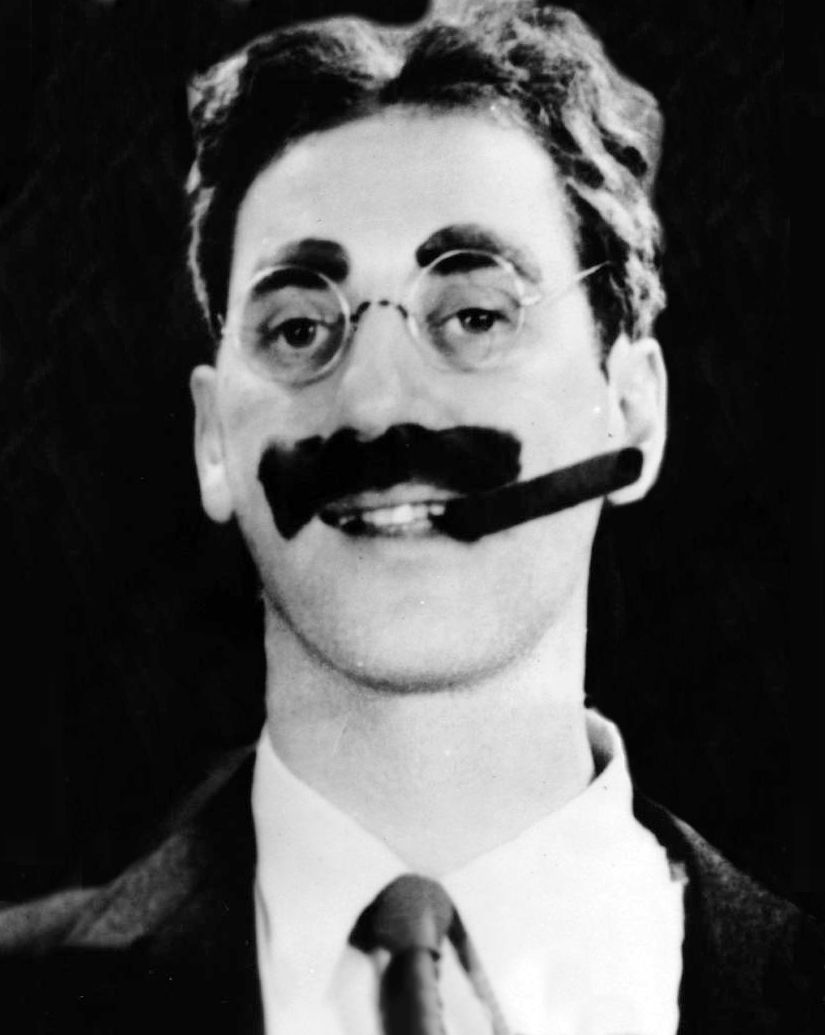
グルーチョ・マルクスの書き髭

口髭は、時として特定の個人を象徴するものとなり、他に何の手がかりが与えられなくても髭だけで特定の人物に結びつけられることがあり、アドルフ・ヒトラーはその典型である。フリードリッヒ・ニーチェをはじめとして、数多くの哲学者も口髭を立てている。場合によっては、グルーチョ・マルクスやチャーリー・チャップリンのように、その人物を特徴づける口髭が、本物ではなく作り物であることが多いということもある。

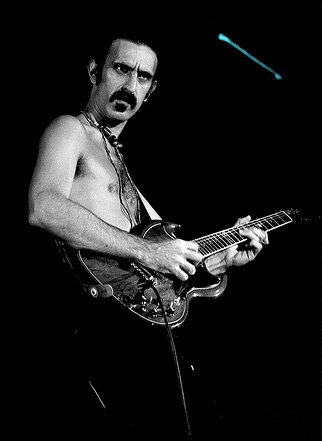
口髭がトレードマークだったフランク・ザッパ

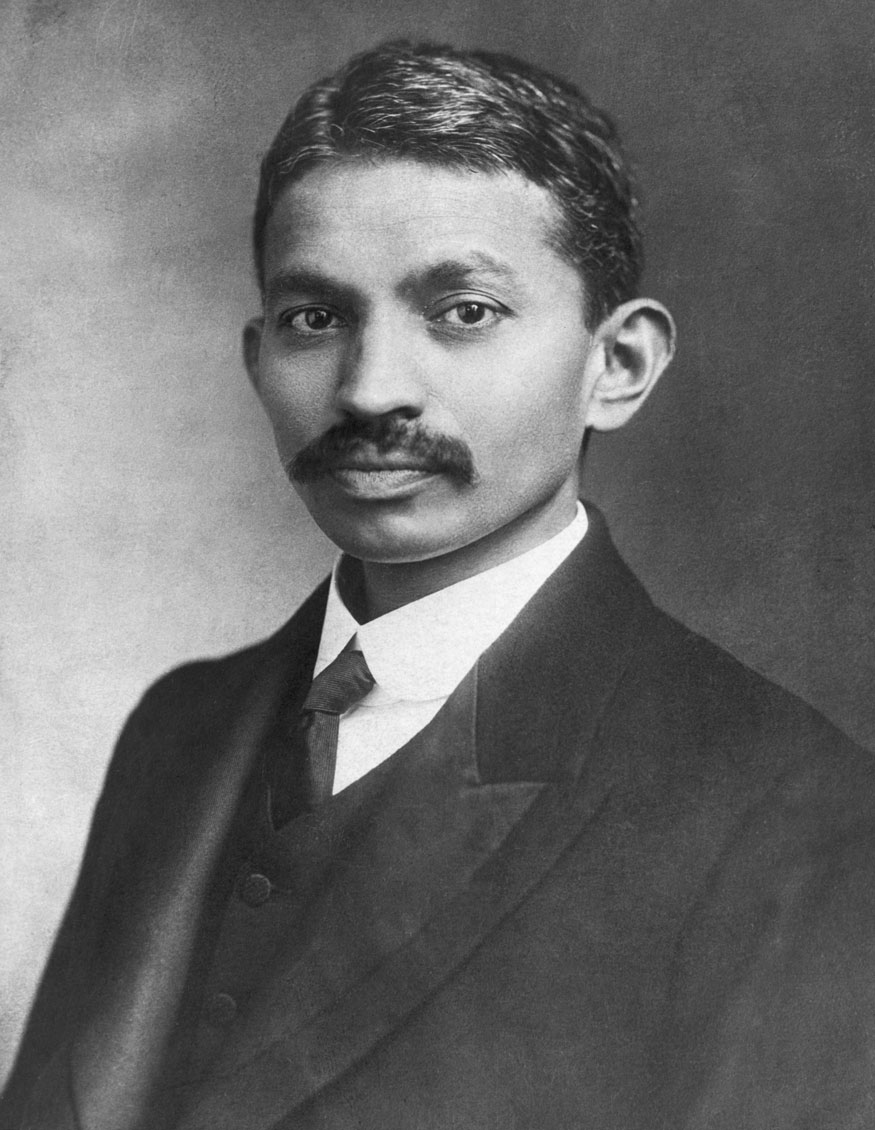
南アフリカの弁護士だった頃のマハトマ・ガンジー、1906年

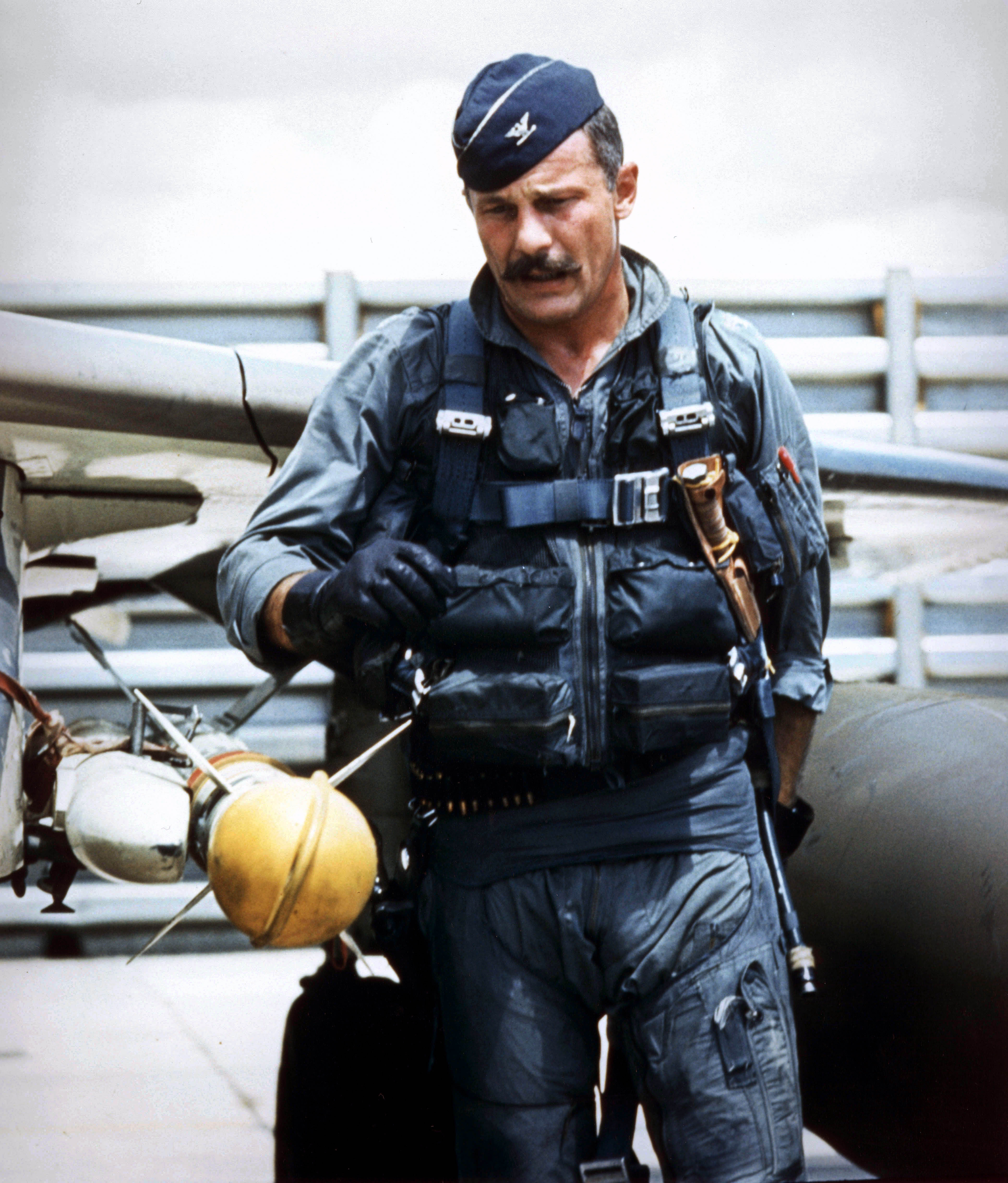
ベトナム戦争当時のロビン・オールズ

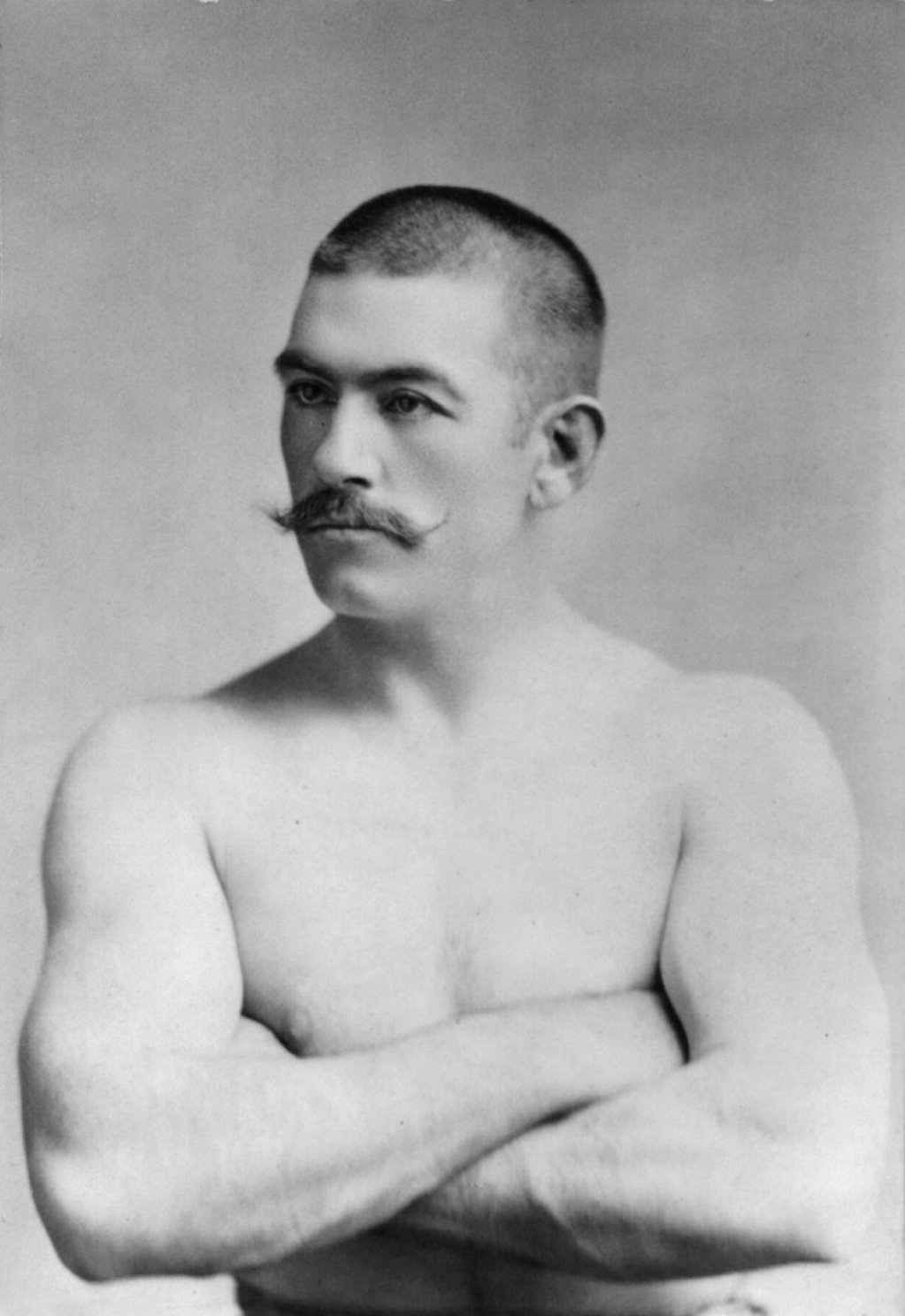
ジョン・L・サリバン、1882年

アメリカ合衆国の作曲家、ミュージシャンだったフランク・ザッパは、トレードマークになっていた(フランス語の意味での)＜imperial moustache＞と緊密に結びついていた。ザッパの口髭は、非常に特徴的なものであったため、ザッパの死後、そのイメージが the Zappa Family Trust によって著作権登録された。
口髭で知られる有名ミュージシャンの例としては、カルロス・サンタナ、デビッド・クロスビー、テッド・ニュージェント、デュアン・オールマン、アッシャー、サミー・デイヴィスJr.、"ウィアード"・アル・ヤンコビック、チャック・マンジョーネ、ジョン・エントウィッスル、バートン・カミングス(Burton Cummings)、フィル・ライノット、ライオネル・リッチー、リッチー・ブラックモア、アルバート・キング、スティーヴィー・レイ・ヴォーン (上唇ではなく下唇の直下に小さく生やすひげ、soul patch)、ヤニー、ジェフ・バクスター、メル・シャッカー(Mel Schacher)、リック・ジェームス、フレディ・マーキュリー、ジョージ・ハリスン、リンゴ・スター、ジミ・ヘンドリックス、デニス・デヤング(Dennis DeYoung)、ジョン・オーツ、チャック・パノッツォ(Chuck Panozzo)、ジョー・ウォルシュ、オーティス・レディング、ジム・クロウチ(Jim Croce)、ユージン・ヒュッツ(Eugene Hütz)、アレックス・カプラノス(Alex Kapranos)らがいる。
イギリスのロマン派の作曲家エドワード・エルガーは、その職業人生を通してずっと、特徴的な口髭で知られていた。
ドイツ帝国の皇帝ヴィルヘルム2世の口髭は、しばしば大々的に誇張されて、各国の風刺誌などの漫画に描かれ、また、三国協商側の政治宣伝にも用いられた。
マハトマ・ガンジーは、その人生の大部分を占める期間、口髭を立てていた。

第二次世界大戦以来、アメリカ空軍のエース・パイロットだったロビン・オールズ(Robin Olds)は、ベトナム戦争で第8戦闘航空団「ウルフパック」を率いていた時期に、ハンドルバー形の口髭を立てた。ベトナムから帰国したオールズは、上官から髭を剃るよう命じられこれに従ったが、これをきっかけとして、空軍の兵士たちの間に、おだやかな「抗議」として特定の時期に口髭を伸ばす「マスタッシュ・マーチ (Moustache March)」という伝統が生まれたとされている。
億万長者で、飛行機操縦を趣味としていたハワード・ヒューズは、特徴的なペンシル・マスタッシュで知られていたが、これは、1946年に飛行機の墜落事故を経験してから伸ばし始めたものだった。
ベア・ナックル時代の、ヘビー級最後のチャンピオンであり、引き続きグローブ方式での最初の認定チャンピオンであったジョン・L・サリバンは、ハンドルバー・マスタッシュを立てていた。
コストコの共同創業者でCEOのジェームス・シネガル(James Sinegal)は、口髭で知られている。
記録に残されている最も長い口髭は、2004年に計測された、インド、アーメダバードのバジャンシン・ジュワンシン・グルジャール(Bajansinh Juwansinh Gurjar)のもので、22年間切らずに伸ばした結果、12フィート(約3.6メートル)に達していたという。

## 芸術とフィクション
口髭は、架空のキャラクターに個性を与える方法の一つとして、使われることがよくある。チャーリー・チャン、スナイドリー・ウィップラッシュ(Snidely Whiplash)、アニメーションシリーズ『チキチキマシン猛レース』の「ブラック魔王」(Dick Dastardly)、アガサ・クリスティが創作した名探偵エルキュール・ポアロ、ビデオゲームのマリオなどが、その例である。とりわけフー・マンチューは、その髭のスタイル全体の名称となるほどの、特徴ある髭の持ち主として描かれた。
絵画では、モナ・リザにやぎ髭と口髭を描き加えたパロディを制作したマルセル・デュシャンや、口髭のある自画像を数多く残した女流画家のフリーダ・カーロのように、口髭が社会的、政治的な意味を生じることがある。
サルバドール・ダリは自らの口髭だけを主題とした書籍を出版している。

## スポーツ
サッカーの英国プレミアリーグ、リヴァプールFCでは、1970年代後半から1980年代後半にかけて、マーク・ローレンソン(Mark Lawrenson), グレアム・スーネス、ブルース・グロベラー、テリー・マクダモット(Terry McDermott)、イアン・ラッシュら、口髭を生やした選手が何人も活躍した。
2008年、世界屈指の強豪であるクロアチアの男子水球チームは、コーチで口髭を蓄えているラトコ・ルディッチ(Ratko Rudić)に敬意を表して、全員が口髭を立てた。
野球のMLBで活躍し、殿堂入りしたリリーフ投手、ローリー・フィンガーズ、リッチ・"グース"・ゴセージ、キャットフィッシュ・ハンター、デニス・エカーズリーは、いずれも現役時代から口髭を立てていた。他にも特徴ある口髭を蓄えていた野球選手としては、A.J.バーネット、クレイ・サバダ(Clay Zavada)、レジー・ジャクソン、ビリー・マーチン、ランディ・ジョンソン、ルイス・ティアント、レジー・スミス、ドン・マッティングリー、アンドレ・ドーソン、デイビー・ロープス、ウェイド・ボッグス、ジェイソン・ジアンビ、ジャック・モリスらがいる。
1972年のミュンヘンオリンピックの競泳で、7種目の金メダルを獲得したマーク・スピッツは、口髭を立てていた。競泳の選手は、水の抵抗を少しでも減らすために体毛を剃るのが普通だが、他の選手に、口髭が抵抗にならないのか、と問われたスピッツは、髭があるとそこに空気が取り込まれて息ができるのだと答えた。ミュンヘン・オリンピックの後、ヨーロッパの競泳選手の多くが、口髭を生やすようになった。
南アフリカのラグビーユニオンのコーチ、ピーター・デヴィリアス(Peter De Villiers)は口髭を立てており、アフリカーンス語で「口髭ピーター」の意である「Piet Snor」とあだ名されている。
アイスホッケーのNHLでは、殿堂入りとなったラニー・マクドナルド(Lanny McDonald)が、大きなウォーラス(セイウチ)・スタイルの口髭でよく知られていた。ジョージ・パロス(George Parros)も口髭でよく知られており、チームの店ではその口髭を模した付け髭を売って、収益をチャリティに寄付している。